# Glajcha
Glajcha je označení pro tradiční rituál spojený se zakončením hrubé stavby domu, kdy je nová budova dostavěna až po střešní úroveň.  Obvykle to bývá stromeček nebo věnec s pentlemi, který se připevňuje na krov nebo na komín.
V přeneseném významu však může glajcha označovat také dokončení hrubé stavby.
Glajcha je zároveň slavnostní událostí, během které se koná řeč, přípitek a pohoštění, a to vše s cílem přivítat nové obyvatele do jejich domova. Stromek představuje ochranu, život, obrodu, a rodovou kontinuitu. Pentle symbolizují radost, štěstí, zdraví a harmonii, které by měly v novém domově převládat.